# Keflavíkurvöllur
El Estadio Keflavíkurvöllur es el nombre que recibe un estadio de usos múltiples en Keflavik, en el país europeo de Islandia. Actualmente es usado en su mayoría para partidos de fútbol. Keflavik fútbol club juega allí. El espacio tiene capacidad para entre 4000 y 5200 personas. El estadio se llama actualmente Netto-völlur por uno de los patrocinadores del club, Netto.
En octubre de 2009 el estadio sufrió un proceso de renovación, en especial el césped tuvo que ser cambiado debido a su mal estado; en caso de lluvia, la hierba se transformaba en barro en muy poco tiempo.